# Europameisterschaften im Dressur- und Springreiten 2019
Die Europameisterschaften im Dressur- und Springreiten 2019, auch als FEI Europameisterschaften 2019 bezeichnet (Longines FEI European Championships 2019), wurden vom 19. bis 25. August 2019 in Rotterdam durchgeführt. Im Rahmen der Veranstaltung wurden die Einzel- und Mannschaftseuropameister im Springreiten, Dressurreiten sowie in der Para-Dressur ermittelt.

## Organisation

### Vergabe
Bei der Generalversammlung des Weltpferdesportverbands FEI im November 2016 wurden die Europameisterschaften 2019 in vier Disziplinen vergeben. Während für das Vierspännerfahren der CHI Donaueschingen ausgewählt wurde, erhielt Rotterdam den Zuschlag für das Springreiten sowie für das Dressurreiten und die Para-Dressur.
Mit Rotterdam bekam ein erfahrener Veranstalter den Zuschlag: Neben den jährlichen Nationenpreisturnieren (Spring- und Dressurreiten) auf 5*-Niveau richtete Rotterdam auch bereits mehrere internationale Championate aus. Im Springreiten fand hier der Olympia-Ersatzwettbewerb 1980 sowie mehrere Europameisterschaften von 1957 bis 1989 statt, im Dressurreiten wurde hier die Europameisterschaften 2011 ausgerichtet.

### Sportstätten
Die Wettbewerbe im Springreiten und im Dressurreiten wurden im Hauptstadion des CHIO Rotterdam ausgetragen, welches sich am südlichen Rand des Stadtwaldes Kralingse Bos befindet und während der Europameisterschaften als „Rotterdam Arena“ bezeichnet wurde. Im Wald wurde ein zweites kleineres Reitstadion aufgebaut, welches für die Para-Dressurwettbewerbe genutzt wurde und entsprechend den Titel „Para-Dressage Arena“ trug.

### Sponsoren und Medien
Das umfangreichen Pferdesportsponsoring von Longines erstreckte sich 2019 auch auf die Europameisterschaften in Rotterdam, das Unternehmen übernahm hier die Haupt- und Titelsponsorschaft. Eine Vielzahl weiterer Firmen unterstützte die Meisterschaften finanziell.
Den Springreit-Nationenpreis übertrugen am Freitag der paneuropäische Fernsehsender Eurosport 1 und der deutsche Fernsehsender ONE jeweils dreieinhalb Stunden live. Die Einzelentscheidung der Springreiter sendete Eurosport 2 90 Minuten lang sowie Das Erste etwa 40 Minuten lang live. Die gesamte Prüfung wurde auf sportschau.de gestreamt.
Ebenso im Livestream auf sportschau.de wurden von der Dressur Teile des Grand Prix Spécial und der Grand Prix Kür übertragen. Live-Übertragungen aller Disziplinen streamte der Weltpferdesportverband auf seinem kostenpflichtigen Livestreamportal FEI TV. Zudem übertrug der IPTV-Sender ClipMyHorse für seine Premiummitglieder in Deutschland und den Niederlanden alle Prüfungen live.

## Wettkämpfe

### Zeitplan
Das Championat startete bereits am Montag (19. August) mit dem Grand Prix, der am Dienstag fortgesetzt wurde. Dort fiel auch bereits die erste Entscheidung. Die anderen beiden Disziplinen hatten am Mittwoch (21. August) ihre ersten Prüfungen. Während in der Dressur bereits am Samstagnachmittag die letzte Entscheidung fiel, wurden im Springen und der Dressur der Reiter mit Behinderung am Sonntag die letzten Medaillen vergeben. Am Sonntagnachmittag endete dann mit einer kurzen Abschlussfeier die Veranstaltung.
|                 | 19. Aug.          | 20. Aug. | 21. Aug. | 22. Aug. | 23. Aug. | 24. Aug. | 25. Aug.         |
| --------------- | ----------------- | -------- | -------- | -------- | -------- | -------- | ---------------- |
| Zeremonien      | Eröffnungs- feier |          |          |          |          |          | Abschluss- feier |
| Para-Dressur    |                   |          | E        | E        | M        | M        | E                |
| Dressur         | E/M               | E/M      |          | E        |          | E        |                  |
| Springen        |                   |          | E/M      | E/M      | E/M      |          | E                |
| Rahmenprüfungen |                   |          | Spr.     |          | Spr.     | Spr.     |                  |

Legende:
- Die blauen Felder stehen für Tage mit Prüfungen, die goldenen Felder für den Tag der jeweiligen Entscheidung. Violette Felder zeigen Rahmenprüfungen an.
- E: Prüfung der Einzelwertung
- M: Prüfung der Mannschaftswertung
- Spr.: Rahmenprüfungen Springreiten

### Dressurreiten der Reiter mit Behinderung (Para-Dressur)
In der Para-Dressur wurde, je nach Einschränkung des Reiters, in fünf Grades unterschieden. Die beiden Einzelprüfen wurden nach Grade getrennt geritten und gewertet, da sich die geforderten Lektionen entsprechend der Fähigkeiten der menschlichen Athleten unterscheiden. Zusammen mit der gemeinsamen Mannschaftswertung wurden bei den Europameisterschaften somit elf Medaillensätze vergeben.
Im Vergleich zu Göteborg 2017 wurde der Championshiptest und die Mannschaftsprüfung wieder auf jeweils zwei Tage gestreckt. Am 21. und 22. August wurden mit den Championshiptests die ersten Einzelentscheidungen aller fünf Grades ausgerichtet. An den nächsten beiden Tagen diente die Mannschaftsaufgabe der Ermittlung der siegreichen Nation des Mannschaftswettbewerbes.
Das Championat endete für die Para-Dressurreiter am 25. August mit der Kür, in der die Kür-Einzel-Europameister ermittelt wurden. Hierbei stellten die Reiter die vorgeschriebenen Lektionen individuell zu einer Prüfung zusammen.

### Dressur
Der Grand Prix de Dressage war die erste Prüfung der Europameisterschaften in Rotterdam. Diese auf zwei Tage verteilte Prüfung (19. und 20. August) war für alle an den Europameisterschaften teilnehmenden Dressurreiter verpflichtend. Sie diente nicht nur der Qualifikation innerhalb der Einzelwertung, sondern war zudem die Entscheidungsprüfung der Mannschaftswertung. Alle Nationen konnten jeweils vier Dressurreiter mit je einem Pferd an den Start bringen.
Die besten 30 besten Teilnehmer des Grand Prix de Dressage waren im Grand Prix Spécial am 22. August startberechtigt. In dieser Prüfung wurden die ersten drei Einzelmedaillen in der Dressur vergeben. Die Top-15-Reiter des Grand Prix Spécial wiederum qualifizierten sich für die Grand Prix Kür am Samstagnachmittag. Soweit aus einer oder mehreren Nationen mehr als drei Reiter die Top 15 des Grand Prix Spécial erreichten – was bei den deutschen Reitern der Fall war – war der jeweils niedrigstplatzierte (vierte) Reiter der jeweiligen Nation nicht an der Grand Prix Kür startberechtigt. Hierfür rückte dann nach der Platzierung des Grand Prix Spécial der auf Rang 16 geführte Reiter nach. In der Grand Prix Kür wurde der zweite Einzelmedaillensatz im Dressurreiten vergeben.

#### Mannschaftswertung
Die deutsche Dressurmannschaft, auf der aufgrund der Championatserfolge der letzten Jahrzehnte stets der Erwartungsdruck des Goldmedaillengewinns lastet, wurde bereits im Vorfeld als eine der leistungsstärksten deutschen Dressurequipen überhaupt angesehen. Trotz Störmomenten in zwei Ritten (Äppeln von Jessica von Bredow-Werndls Stute Dalera in der Traversale sowie bei Sönke Rothenbergers Cosmo leicht Scheuen und eine misslungene Galopppirouette) gelang der Sieg überlegen mit einem Mannschaftsschnitt von über 81 Prozent.
Mit einem Durchschnittsergebnis von über 78,500 Prozent zeigten sich die Briten erwartungsgemäß stark und schienen damit die Silbermedaille sicher zu haben. Doch nach dem Ritt von Charlotte Dujardin wurde an der Flanke ihrer Stute Freestyle jedoch Blut festgestellt, was zum Ausschluss des Paares führt. Damit fiel Großbritannien knapp aus den Medaillenrängen. Die Entscheidung um die weiteren Medaillen fiel erst beim letzten Reiter: Für Schweden, das bei seinen besten drei Paaren unverändert zu den Weltreiterspielen 2018 antrat, schien mit 229,923 Prozent gute Chancen auf eine Rangierung vor den Niederländern zu haben. Doch die im Vergleich zu den Weltreiterspielen fast komplett neu aufgestellten Gastgeber zeigten sich überraschend stark bei diesen Europameisterschaften. Nachdem bereits zwei Niederländer auf Ergebnisse von über 75 Prozent gekommen waren, konnte Edward Gal die Richter überzeugen. Während sich sein Hengst Zonik bei der Vorbereitung abgelenkt zeigte („Die Vorbereitung war schwierig, weil er konzentrierter auf die Stuten war als auf mich. Ich hatte ein Zeitfenster von ungefähr fünf Minuten, in denen er wirklich fokussiert war.“), konnte er in der Prüfung insbesondere bei den Verstärkungen überzeugen. Mit nur 0,217 Prozent Vorsprung gewann die niederländische Equipe somit Silber.
Obwohl sie nicht an die Leistungen der Europameisterschaften 2017 anknüpfen konnten, gelang Dänemark mit Rang fünf die Olympiaqualifikation. Ebenso qualifizierten sich Portugal und insbesondere Irland. Für die Iren war diese Olympiaqualifikation ein historischer Moment: Die drei ehemaligen Olympia-Einzelstarterinnen Judy Reynolds, Anna Merveldt und Heike Holstein ermöglichten mit ihren Ergebnissen die erstmalige Teilnahme einer irischen Dressurmannschaft an Olympischen Spielen.
Für Österreich konnten die zwei Debütanten überzeugen: Sowohl der 33-jährige Florian Bacher als auch die kurzfristig aufgrund des Verzichts von Victoria Max-Theurer (nach einem Sterbefall) nachgerückte 26-jährige Karoline Valenta lieferten die besten Mannschaftsergebnisse der Österreicher ab. Dennoch reichte es nur für Rang 12, noch einen Platz hinter den Schweizer Dressurdamen.
| Platz                                     | Land            | Reiter und Pferde                              | Prozent       |
| 1                                         | Deutschland     | Deutschland                                    | 244,969       |
| ----------------------------------------- | --------------- | ---------------------------------------------- | ------------- |
|                                           |                 | Jessica von Bredow-Werndl mit TSF Dalera BB    | (76,894)      |
| Dorothee Schneider mit Showtime FRH       | 80,233          |                                                |               |
| Sönke Rothenberger mit Cosmo              | 79,084          |                                                |               |
| Isabell Werth mit Bella Rose              | 85,652          |                                                |               |
| 2                                         | Niederlande     | Niederlande                                    | 230,140       |
|                                           |                 | Anne Meulendijks mit Avanti                    | (71,801)      |
| Hans Peter Minderhoud mit Dream Boy       | 75,295          |                                                |               |
| Emmelie Scholtens mit Desperado           | 76,087          |                                                |               |
| Edward Gal mit Zonik                      | 78,758          |                                                |               |
| 3                                         | Schweden        | Schweden                                       | 229,923       |
|                                           |                 | Antonia Ramel mit Brother de Jeu               | (74,224)      |
| Therese Nilshagen mit Dante Weltino OLD   | 75,466          |                                                |               |
| Juliette Ramel mit Buriel                 | 76,196          |                                                |               |
| Patrik Kittel mit Well Done de la Roche   | 78,261          |                                                |               |
| 4                                         | Großbritannien  | Großbritannien                                 | 228,991       |
|                                           |                 | Charlotte Fry mit Dark Legend                  | 74,317        |
| Gareth Hughes mit Classic Briolinca       | 76,351          |                                                |               |
| Carl Hester mit Delicato                  | 78,323          |                                                |               |
| Charlotte Dujardin mit Freestyle          | (ausgeschieden) |                                                |               |
| 5                                         | Dänemark        | Dänemark                                       | 228,541       |
|                                           |                 | Anders Dahl mit Fidelio van het Bloemenhof     | 72,733        |
| Agnete Kirk Thinggaard mit Jojo           | (72,671)        |                                                |               |
| Daniel Bachmann Andersen mit Zack         | 78,665          |                                                |               |
| Cathrine Dufour mit Cassidy               | 77,143          |                                                |               |
| 6                                         | Spanien         | Spanien                                        | 217,546       |
|                                           |                 | Juan Antonio Jiménez Cobo mit Euclides Mor     | 69,969        |
| Borja Carrascosa mit Ein Traum            | (69,705)        |                                                |               |
| Claudio Castilla Ruiz mit Alcaide         | 73,214          |                                                |               |
| Beatriz Ferrer-Salat mit Delgado          | 74,363          |                                                |               |
| 7                                         | Irland          | Irland                                         | 213,540       |
|                                           |                 | Kate Dwyer mit Snowdon Faberge                 | (66,180)      |
| Heike Holstein mit Sambuca                | 69,472          |                                                |               |
| Anna Merveldt mit Esporim                 | 67,717          |                                                |               |
| Judy Reynolds mit Vancouver K             | 76,351          |                                                |               |
| 8                                         | Portugal        | Portugal                                       | 213,106       |
|                                           |                 | Duarte Nogueira mit Beirao                     | (67,531)      |
| Rodrigo Torres mit Fogoso                 | 71,786          |                                                |               |
| João Miguel Torrao mit Equador            | 68,991          |                                                |               |
| Maria Caetano mit Coroado                 | 72,329          |                                                |               |
| 9                                         | Russland        | Russland                                       | 209,952       |
| 10                                        | Frankreich      | Frankreich                                     | 209,782       |
| 11                                        | Schweiz         | Schweiz                                        | 208,588       |
|                                           |                 | Carla Aeberhard mit Delioh von Buchmatt CH     | (65,947)      |
| Estelle Wettstein mit West Side Story OLD | 70,047          |                                                |               |
| Charlotte Lenherr mit Darko of de Niro CH | 66,957          |                                                |               |
| Birgit Wientzek Pläge mit Robinvale       | 71,584          |                                                |               |
| 12                                        | Österreich      | Österreich                                     | 208,432       |
|                                           |                 | Karoline Valenta mit Diego                     | 69,379        |
| Belinda Weinbauer mit Fustanella OLD      | 68,882          |                                                |               |
| Astrid Neumayer mit Sir Simon             | (68,727)        |                                                |               |
| Florian Bacher mit Fidertraum             | 70,171          |                                                |               |
| 13                                        | Finnland        | Finnland                                       | 207,546       |
| 14                                        | Belgien         | Belgien                                        | 205,917       |
| –                                         | Luxemburg       | Luxemburg                                      | ausgeschieden |
|                                           |                 | Nicolas Wagner Ehlinger mit Quater Back Junior | ausgeschieden |
| Sascha Schulz mit Dragao                  | 68,774          |                                                |               |
| Fie Christine Skarsø mit So Dark          | 66,103          |                                                |               |

#### Einzelwertung: Grand Prix Spécial
Der Grand Prix Spécial begann um 16 Uhr und zog sich bis weit in den späten Abend hinein, so dass die besten Teilnehmer ohne Tageslicht ausschließlich unter Flutlicht antraten. Letzte Reiterin des zweiten von drei Zehn-Teilnehmer-Blöcken war Jessica von Bredow-Werndl. Mit ihrer Trakehnerstute Dalera startet sie stark in den Trablektionen, verlor jedoch Punkte im versammelten Schritt und insbesondere in den Einerwechseln. Insgesamt jedoch konnte sie sich gegenüber dem Grand Prix de Dressage deutlich verbessern (78,541 Prozent).
Nach der Pause zeigte sich Carl Hester mit seinem 11-jährigen Wallach Delicato leistungsmäßig fast deckungsgleich mit von Bredow-Werndl, auch Hester verlor deutlich an Punkten in den Einerwechseln. Doch während von Bredow-Werndl mit mehreren 10er-Noten noch einen deutlichen Ergebniszugewinn verzeichnen konnte, blieb Hester dahinter zurück (77,508 Prozent). Judy Reynolds bewies auch im Grand Prix Spécial ihre Stellung als beste irische Dressurreiterin, mit dem 17-jährigen Vancouver K kam sie mit einem konstanten Einzelnotenniveau ohne wirkliche Fehler und etlichen 9er-Noten für Sitz und Einwinkung der Reiterin auf 78,252 Prozent.
Das Bronze-Paar der Europameisterschaften, Cathrine Dufour und Cassidy, glänzten auch in Rotterdam und knackten als erstes Paar die 80-Prozent-Marke (81,337 Prozent). Ein neues individuelles Bestergebnis erreichten Gareth Hughes und seine 13-jährige Stute Classic Briolinca. Mit 78,085 Prozent waren sie zudem das beste britische Dressurpaar dieses Tages.
Den Auftakt zu einem deutschen Dreigespann machten Dorothee Schneider und ihr 13-jähriger Showtime. Das Paar startete herausragend, hatte bei den ersten 17 von 36 Lektionen nur zwei Einzelnoten von unter 8,0 und dafür bei annähernd jeder Lektion Einzelnoten von 9,0. In den Passagen erhielt das Paar etliche 10,0-Noten. Auch ihr unterlief ein Fehler in den Einerwechseln, der jedoch der einzige ernsthafte Schwachpunkt in der Aufgabe blieb. Mit 85,456 Prozent ein neues individuelles Bestergebnis im Grand Prix Spécial für das Paar und die klare Führung. Sönke Rothenberger und Cosmo hingegen blieben unter ihren Möglichkeiten, teure Fehler in den Zweierwechseln, in der Galopptour und in den Einerwechseln senken ihr Ergebnis auf 78,116 Prozent. Obwohl Rothenberger damit am Ende auf Rang sechs kam, waren sie damit nur das viertbeste deutsche Paar und verpassten somit die Kür-Qualifikation.
Isabell Werth griff mit ihrer Fuchsstute Bella Rose das Ergebnis von Dorothee Schneider an. Beide Paare zeigten höchstes Niveau des Dressursports und lagen bis zum Schluss der Prüfung notenmäßig fast durchgängig gleichauf. Die Entscheidung brachte letztlich die Piaffe-Passage-Tour auf der letzten Linie: Werth erhielt hier bei den Lektionen 32 bis 35 von 28 Einzelnoten ganze 27 Mal die 10,0. Mit einem Ergebnis von 86,520 Prozent stand Isabell Werth damit letztlich bereits als Europameisterin fest.
Als letzter niederländischer Reiter versuchte Edward Gal mit seinem 11-jährigen Hengst Zonik noch auf das Podium vorzustoßen. Doch bei zu vielen Lektionen, insbesondere bei Piaffen und Passagen, blieben sie hinter ihren Leistungen aus dem Grand Prix zurück. Mit 77,994 Prozent reichte es am Ende für Platz acht. Nach Zonik kam dessen Vater, der 15-jährige Zack als letztes Pferd in das Viereck. Mit seinem Reiter Daniel Bachmann Andersen hatte er im Grand Prix das beste dänische Ergebnis abgeliefert. Im Grand Prix Spécial gelang es zunächst auch, mit den Noten seiner Landsfrau Cathrine Dufour mitzuhalten. Doch bei den ersten beiden Piaffen und den angrenzenden Übergängen verlor das Paar viele Prozentpunkte. Auch bei ihm kamen deutliche Punktabzüge nach Fehlern in den Einerwechseln hinzu, die seine Chance auf die Bronzemedaille völlig vereiteln. Zum Schluss des Rittes kam Bachmann Andersen auf 77,234 Prozent, was noch zu Rang zehn ausreichte.
| Rang | Reiter                    | Pferd                 | Prozent  |
| ---- | ------------------------- | --------------------- | -------- |
| 1    | Isabell Werth             | Bella Rose            | 86,520 % |
| 2    | Dorothee Schneider        | Showtime FRH          | 85,456 % |
| 3    | Cathrine Dufour           | Cassidy               | 81,337 % |
| 4    | Jessica von Bredow-Werndl | TSF Dalera BB         | 78,541 % |
| 5    | Judy Reynolds             | Vancouver K           | 78,252 % |
| 6    | Sönke Rothenberger        | Cosmo                 | 78,116 % |
| 7    | Gareth Hughes             | Classic Briolinca     | 78,085 % |
| 8    | Edward Gal                | Zonik                 | 77,994 % |
| 9    | Carl Hester               | Delicato              | 77,508 % |
| 10   | Daniel Bachmann Andersen  | Zack                  | 77,234 % |
| 11   | Patrik Kittel             | Well Done de la Roche | 77,052 % |
| 12   | Juliette Ramel            | Buriel                | 76,003 % |
|      | …                         |                       |          |
| 26   | Birgit Wientzek Pläge     | Robinvale             | 70,684 % |
|      | …                         |                       |          |
| 28   | Florian Bacher            | Fidertraum            | 67,644 % |

#### Einzelwertung: Grand Prix Kür
Den Auftakt zur Grand Prix Kür machte Claudio Castilla Ruiz, der mit seinem Lusitano-Fuchshengst Alcaide für Sönke Rothenberger ins Kür-Teilnehmerfeld nachgerückt war. Das Paar glänzte insbesondere in der Piaffe-Passage-Tour und in den Einerwechseln. Zudem erhielt es auch in der B-Note durchgängig über 80 Prozent (gesamt: 77,861 Prozent). Die Europameisterschaften 2019 erwiesen sich nicht als das beste Turnier von Therese Nilshagen und ihrem Hengst Dante Weltino OLD. Auch in der Kür unterlaufen dem Paar Fehler. Mit einem Ergebnis von fast 79 Prozent setzte sie sich zwar vor Castilla Ruiz, blieb jedoch hinter ihrem Bestergebnis von 83,395 Prozent Mitte Juli 2019 in Aachen. Statt Rang fünf bei den Europameisterschaften 2019 reichte es 2019 nur für Rang elf.
Im Grand Prix Spécial waren der in Deutschland lebende Finne Henri Ruoste und sein 11-jähriger Rossetti das Überraschungspaar gewesen, die mit über 75 Prozent klar ihr Bestergebnis über alle Prüfungen auf Grand-Prix-Niveau hinweg erritten hatten. Die Kür hingen verlief von Beginn an unglücklich: Direkt nach der Grußaufstellung stieg Rossetti, dies wiederholt sich im versammelten Schritt. Verbunden mit deutlichen Abzügen in den Einerwechseln und einer Galopppirouette wird es der letzte Platz der 15-Teilnehmer-Starterfeldes.
Deutlich hinter den Erwartungen blieben Carl Hester und Delicato. Der Wallach zeigte sich angespannt, der versammelte Schritt etwa wurden von den meisten Richter mit einer Note von 3,0 und niedriger bewertet, auch die Wechseltouren missglücken (Gesamtergebnis: 70,732 %). Der nach Hester antretende Gareth Hughes wurde mit seiner 13-jährigen Stute erneut bester britischer Reiter mit gut zehn Prozent mehr als Hester.
Daniel Bachmann Andersen überzeugt zum Auftakt der zweiten Hälfte der Kür, mit seinem 15-jährigen niederländischen Hengst Zack kommen sie (dank kluger Nutzung einer „Joker Line“ zum Ausgleich eines Fehlers in den Einerwechseln) ohne wirkliche Schwächen auf 83,711 Prozent. An dieses Ergebnis kommt Patrik Kittel als nächster Starter nicht ganz heran (82,296 Prozent). Edward Gals dänischer Hengst Zonik zeigte seine wohl beste Vorstellung dieser Europameisterschaften (84,271 Prozent).
Als erste der deutschen Reiterinnen kam Jessica von Bredow-Werndl in das Viereck. Mit ihrer Stute Dalera hatte sie bereits beim CHIO Aachen mit über 87 Prozent eine individuelle Bestleistung aufgestellt, doch in Rotterdam konnte das Paar sich nochmals deutlich steigern: Fast ausschließlich 9er-Einzelnoten für die Piaffe-Passage-Tour, auch der gesamte restliche harmonischen Ritt konnte die Richter überzeugen: 89,107 Prozent bedeutete die klare Führung. Für Cathrine Dufour als nächste Starterin, Bronzemedaillengewinnerin 2017, galt es nur, auf ein vergleichbares Ergebnis zu kommen, um sich eine Medaille sichern zu können. Obwohl Dufour und ihr inzwischen 16-jähriger Cassidy mit ihrem Ritt bestätigen, dass sie eines der besten Paare überhaupt im Dressursport sind, war der Ergebnisbereich von über 89 Prozent doch nicht erreichbar. Mit starken 87,771 Prozent reihten sie sich hinter von Bredow-Werndl ein.
Erneut war es an Isabell Werth, ein Weltklasseergebnis einer ihrer Mannschaftskolleginnen überbieten zu müssen, um sich ein weiteres Mal die Goldmedaille sichern zu können. Obwohl sich Werths Stute Bella Rose vielleicht nicht mehr so frisch zeigte wie in den zwei Prüfungen zuvor und etwa Schwächen im versammelten Schnitt offenbarte (Durchschnittsnote: 6,8), waren es am Ende insbesondere die doppelt bewertete Piaffe-Passage-Tour und die B-Note in Gesamtheit, die das Paar auf ein herausragendes Ergebnis von 90,875 Prozent brachten.
Doch Werths Sieg war nicht sicher, mit Dorothee Schneider und Showtime FRH folgten ein gleichwertiges Paar des Dressursports. Losgelassen zeigte sich Schneiders 13-jähriegr Wallach und sicherte sich etliche 9,0-Noten in diversen Lektionen. Ein leichter Fehler in den Einerwechseln und ebenso Schwächen in der letzten Piaffe drücken das bis hierin sehr hohe Live-Ergebnis etwas. Die deutschen Paare zeigten sich leistungsmäßig eng beieinander: Die Richterin bei H sah Jessica von Bredow-Werndl in Führung, zwei Richter Dorothee Schneider und vier Richter Isabell Werth. Für Werth stand am Ende ein Ergebnis von 90,875 Prozent und damit der knappe Sieg.
An Judy Reynolds und dem erfahrensten Pferd der Prüfung, dem 17-jährigen Vancouver K, war es, den Abschluss der Prüfung zu bilden. Auch wenn Reynolds keine Aspirantin auf eine Medaille mehr war, zeigte sie nochmals einen harmonischen Ritt, erhielt auf gleichbleibend hohem Niveau keine Einzelnote unter 7,0. Mit individuellem Bestergebnis von 85,589 Prozent reihten sich das Paar hinter Cathrine Dufour auf Rang fünf ein. Erstmals gewannen damit drei deutsche Reiterinnen alle drei Kür-Medaillen einer Europameisterschaft (dies war zehn Jahre zuvor bereits einmal den Niederländern gelungen).
| Rang | Reiter                    | Pferd                 | Prozent  |
| ---- | ------------------------- | --------------------- | -------- |
| 1    | Isabell Werth             | Bella Rose            | 90,875 % |
| 2    | Dorothee Schneider        | Showtime FRH          | 90,561 % |
| 3    | Jessica von Bredow-Werndl | TSF Dalera BB         | 89,107 % |
| 4    | Cathrine Dufour           | Cassidy               | 87,771 % |
| 5    | Judy Reynolds             | Vancouver K           | 85,589 % |
| 6    | Edward Gal                | Zonik                 | 84,271 % |
| 7    | Daniel Bachmann Andersen  | Zack                  | 83,711 % |
| 8    | Patrik Kittel             | Well Done de la Roche | 82,296 % |
| 9    | Hans Peter Minderhoud     | Dream Boy             | 81,546 % |
| 10   | Gareth Hughes             | Classic Briolinca     | 80,125 % |
| 11   | Therese Nilshagen         | Dante Weltino OLD     | 78,946 % |
| 12   | Claudio Castilla Ruiz     | Alcaide               | 77,861 % |
| 13   | Juliette Ramel            | Buriel                | 74,346 % |
| 14   | Carl Hester               | Delicato              | 70,732 % |
| 15   | Henri Ruoste              | Rossetti              | 67,982 % |

### Springen
Die Nationen konnten jeweils fünf Springreiter mit je einem Pferd nach Rotterdam entsenden, wobei dann ein Paar als Reserve dient und (soweit kein anderer Reiter oder Pferd seiner Nation vor Beginn des Zeitspringens ausfällt) nicht an den Wettbewerben teilnimmt.
Auftaktprüfung für die Einzel- und die Mannschaftsprüfung war am 21. August ein Zeitspringen. Der Sieger des Zeitspringens wurde nach Abschluss der Prüfung mit null Strafpunkten gewertet. Der Zeitunterschied zwischen ihm und den weiteren Reitern wurde mit 0,5 multipliziert und ergibt somit deren Anzahl an Strafpunkten.
Der Nationenpreis, der als zweite Prüfung der Mannschaftswertung zählt, wurde über zwei Tage verteilt durchgeführt. Es handelte sich hierbei um eine Springprüfung mit zwei Umläufen. Am 22. August gingen im ersten Umlauf alle Nationen an den Start. Einen Tag später durften noch die besten zehn Mannschaften (und die besten 50 Reiter der Einzelwertung bis hier hin) antreten. Am Ende dieser Prüfung fiel die Entscheidung der Mannschaftswertung (Addition aus der Zeitspringprüfung und beiden Umläufen des Nationenpreises). Soweit nach dem zweiten Umlauf zwei oder mehr Mannschaften strafpunktgleich auf dem ersten Platz gelegen hätten, wäre ein Stechen um die Goldmedaille erfolgt.
Am letzten Tag der Europameisterschaften stand die Finalprüfung der Einzelwertung an, eine Springprüfung mit zwei Umläufen. Die besten 25 Reiter traten im ersten Umlauf nochmals mit ihren Pferden an, im zweiten Umlauf waren es nur noch die besten zwölf. Die bis hierhin gesammelten Strafpunkte wurden beibehalten, so dass die Gesamtwertung der Einzelwertung alle drei Championatsprüfungen mit zusammen fünf Ritten pro Teilnehmer umfasste. Auch hier wäre bei Strafpunktgleichheit auf Rang eins ein Stechen um Gold erforderlich gewesen.

#### Zwischenstand nach dem Zeitspringen
Das Zeitspringen, welches über 1,50 Meter ausgeritten wurde, stellte den überwiegenden Teil der Teilnehmer vor noch keine zu großen Herausforderungen. Er enthielt bereits viele „Halbdistanzen“ (Abstände zwischen Hindernissen, die nicht genau zur durchschnittlichen Galoppsprunglänge passen und daher von den Reitern ein verkürzen oder verlängern der Galoppsprünge ihrer Pferde verlangen), auch den offenen Wassergraben galt es bereits in dieser Prüfung erstmals zu überwinden.
Die deutsche Equipe hatte Losglück und bekam den letzten der 15 Mannschaftsstartplätze zugeteilt. Während deutsche Mannschaften in den letzten Jahren oft im Zeitspringen nur im Mittelfeld abschlossen, glücke ihr in Rotterdam das Zeitspringen besonders gut: Mit drei Reitern unter den besten acht kam die Equipe auf umgerechnet 4,22 Strafpunkte und damit auf den ersten Rang. Frankreich folgte vor Schweden mit jeweils knapp über einem Strafpunkt Rückstand zur jeweils besseren Mannschaft (5,39 und 6,81 Strafpunkte). Die britische Mannschaft, die ähnlich wie Deutschland in den Jahren 2018 und 2019 wenig in der Nationenpreisserie glänzen konnte, konnte (nun wieder mit Ben Maher und Scott Brash) – wie bereits in Dublin zwei Wochen zuvor – überzeugen und kam auf Rang vier im Zwischenklassement (9,41 Strafpunkte).
In der Einzelwertung konnte Europameister Peder Fredricson an seinen Titelgewinn 2017 anknüpfen: Wie bereits in Göteborg, so gewann er auch in Rotterdam mit All In das Zeitspringen und ging damit strafpunktfrei in das Nationenpreisspringen. Max Kühner wiederum zeigte sich nach den erfolgreichen Weltreiterspielen 2018 auch 2019 passend zum Championat wieder mit Chardonnay in Topform, er folgte auf Rang zwei (umgerechnet 0,40 Strafpunkte). Auf den Plätzen drei bis fünf standen zu diesem Zeitpunkt Ben Maher (0,62 Strafpunkte), Christian Ahlmann (1,19 Strafpunkte) und Steve Guerdat (1,31 Strafpunkte).

#### Zwischenstand nach dem zweiten Umlauf
Am ersten Tag des Nationenpreisspringens gingen zunächst die Einzelreiter an den Start, es folgten die bislang auf den Plätzen 15 bis 11 platzierten Mannschaften. Zum Abschluss traten die bislang besten zehn Nationen gegeneinander an. Der Parcours war hoch anspruchsvoll, nur 11 der 68 verbliebenen Reiter beendeten ihn ohne Fehler. Auch die Anzahl an Ritten mit vier Strafpunkten blieb überschaubar.
Die österreichische Equipe, die bereits durch Ausfälle geschwächt nach Rotterdam gefahren war, zeigte sich in diesem Parcours überfordert. Matthias Raisch schied nach zwei Verweigerungen aus, Stefan Eder und Roland Englbrecht gaben jeweils nach mehreren Fehlern auf. Max Kühner hingegen hatte mit nun 4,40 Strafpunkten weiterhin gute Chancen in der Einzelwertung.
Auch insgesamt überfordert zeigte sich die Mannschaft Israels, unter anderem nach den überraschenden 13 Strafpunkten für Danielle Goldstein Waldman und ihre Stute Lizziemary reichte es nur für den vorletzten Mannschaftsrang. Einen guten Tag erwischten die Reiter Dänemarks, denen die Qualifikation zum zweiten Tag des Nationenpreisspringens gelang. Die Niederlande, Irland und auch die Schweiz mussten jeweils zwei Reiter mit mindestens 12 Strafpunkten verzeichnen, zählten aber dennoch zu den besten 10 Mannschaften zur Halbzeit des Nationenpreisspringens. Großbritannien konnte sich mit nur vier Fehlern auf Rang drei vorarbeiten, doch die beste Mannschaftsleitung brachte Belgien: Ohne Strafpunkte gelang den Belgiern der Sprung auf den ersten Platz der Zwischenwertung. Deutschland rutschte mit einem gemischten Ergebnis (zwei Nullrunden und zwei Acht-Strafpunkt-Ritte) leicht auf den zweiten Rang ab.
In der Einzelwertung unterlief Peder Fredricson ein Hindernisfehler, Ben Maher übernahm die Führung vor Steve Guerdat. Alexis Deroubaix, der mit seinem Schimmelwallach Timon d'Aure schon die gesamte Saison gute Erfolge auf CSI(O) 4*- und 5*-Niveau verzeichnen konnte, bestätigte dieses Leistungsvermögen auch in Rotterdam und lag zu diesem Zeitpunkt auf Rang drei, nur 0,07 Strafpunkte vor Daniel Deußer auf Platz vier. Auch Simone Blum (Platz sechs), Martin Fuchs (Platz sieben) und Max Kühner (Platz neun) lagen weniger als einen Springfehler hinter Maher.

#### Mannschaftswertung
Der zweite Umlauf des Nationenpreisspringens war von der geforderten Aufgabe her etwas leichter als der erste Umlauf. Statt des offenen Wassergrabens waren nun zwei überbaute Wasser Teil des Springkurses. Im Gegenzug war die erlaubte Zeit knapp gehalten und verursachte viele Zeitstrafpunkte. Erwartungsgemäß verblieb Dänemark auf Rang zehn, für Italien führte die zu gleichmäßige Verteilung der Fehler auf seine Reiter ohne eine Null-Fehler-Runde dazu, dass die Equipe auf Rang neun zurückfiel. Für die Gastgeber waren die hindernisfehlerfreien Runden von Marc Houtzager und Maikel van der Vleuten versöhnlich, dennoch verkauften sich die Niederländer bei dieser Europameisterschaft mit Rang acht unter Wert.
Der Schweiz gelang es, sich trotz eines dritten misslungenen Rittes von Paul Estermann und Lord Pepsi (der vorzeitig aufgab), sich im Mittelfeld des Feldes zu halten. Alexis Deroubaix als letztem französischen Reiter unterlief, wie bereits zwei seiner Mannschaftskollegen, ein Hindernisfehler. Damit stand vor dem Ritt von Scott Brash bereits fest, dass Großbritannien eine Medaille gewinnen würde. Unerwartet fielen bei Brash und seiner Stute M'Lady bei zwei Hindernissen Stangen. Damit lief es auf eine Entscheidung zwischen Deutschland und Belgien um die Goldmedaille hinaus.
Daniel Deußer und sein 11-jähriger Hengst Tobago Z zählten in den vorangegangenen Monaten zu den erfolgreichsten Paaren im Spitzensport und hatten dies auch in den ersten beiden Kursen dieser Europameisterschaften bestätigt. Doch wie bereits beim ersten deutschen Paar (Simone Blum und Alice) kam es zu einem Springfehler. Damit konnte sich Grégory Wathelet vier Strafpunkte erlauben, um Belgiens Sieg sicherzustellen. Wathelet blieb mit seinem Schimmel Nevados sogar ohne jeden Fehler. Für Belgien stand damit der erste Europameistertitel überhaupt im Springreiten fest.
Die drei hier vergebenen Olympiastartplätze gingen an Belgien, Großbritannien und Frankreich. Irland, Europameister von 2017, verpasste diese vorletzte Chance der Qualifikation für Tokio.
| Platz                                | Land           | Reiter und Pferde                           | Strafpunkte  | Strafpunkte             | Strafpunkte             | Strafpunkte |
| Platz                                | Land           | Reiter und Pferde                           | Zeitspringen | Nationenpreis 1. Umlauf | Nationenpreis 2. Umlauf | Gesamt      |
| 1                                    | Belgien        | Belgien                                     | 11,07        | 0                       | 1                       | 12,07       |
| ------------------------------------ | -------------- | ------------------------------------------- | ------------ | ----------------------- | ----------------------- | ----------- |
|                                      |                | Pieter Devos mit Claire Z                   | (5,83)       | 0                       | (5)                     |             |
| Jos Verlooy mit Igor                 | 1,68           | 0                                           | 0            |                         |                         |             |
| Jérôme Guery mit Quel Homme          | 4,76           | (8)                                         | 1            |                         |                         |             |
| Grégory Wathelet mit Nevados S       | 4,63           | 0                                           | 0            |                         |                         |             |
| 2                                    | Deutschland    | Deutschland                                 | 4,22         | 8                       | 4                       | 16,22       |
|                                      |                | Simone Blum mit DSP Alice                   | (2,21)       | 0                       | 4                       |             |
| Christian Ahlmann mit Clintrexo Z    | 1,19           | (8)                                         | 0            |                         |                         |             |
| Marcus Ehning mit Comme il faut      | 1,56           | 8                                           | 0            |                         |                         |             |
| Daniel Deußer mit Tobago Z           | 1,47           | 0                                           | (4)          |                         |                         |             |
| 3                                    | Großbritannien | Großbritannien                              | 9,41         | 4                       | 8                       | 21,41       |
|                                      |                | Ben Maher mit Explosion W                   | 0,62         | 0                       | 0                       |             |
| Holly Smith mit Hearts Destiny       | 4,68           | 0                                           | 4            |                         |                         |             |
| Amanda Derbyshire mit Luibanta       | 4,11           | (8)                                         | 4            |                         |                         |             |
| Scott Brash mit M'Lady               | (6,01)         | 4                                           | (8)          |                         |                         |             |
| 4                                    | Frankreich     | Frankreich                                  | 5,39         | 12                      | 8                       | 25,39       |
|                                      |                | Pénélope Leprevost mit Vancouver de Lanlore | 1,63         | 8                       | 0                       |             |
| Nicolas Delmotte mit Urvoso du Roch  | 2,36           | 4                                           | 4            |                         |                         |             |
| Kevin Staut mit Calevo               | (4,08)         | (8)                                         | (4)          |                         |                         |             |
| Alexis Deroubaix mit Timon d'Aure    | 1,40           | 0                                           | 4            |                         |                         |             |
| 5                                    | Schweden       | Schweden                                    | 6,81         | 12                      | 8                       | 26,81       |
|                                      |                | Henrik von Eckermann mit Mary Lou           | 3,56         | 4                       | 0                       |             |
| Malin Baryard-Johnsson mit Indiana   | 3,25           | 4                                           | (5)          |                         |                         |             |
| Fredrik Jönsson mit Cold Play        | (4,02)         | (17)                                        | 4            |                         |                         |             |
| Peder Fredricson mit All In          | 0,00           | 4                                           | 4            |                         |                         |             |
| 6                                    | Schweiz        | Schweiz                                     | 9,83         | 17                      | 5                       | 31,83       |
|                                      |                | Niklaus Rutschi mit Cardano CH              | 5,06         | 17                      | 1                       |             |
| Paul Estermann mit Lord Pepsi        | (8,36)         | (20)                                        | (aufgegeben) |                         |                         |             |
| Martin Fuchs mit Clooney             | 3,46           | 0                                           | 0            |                         |                         |             |
| Steve Guerdat mit Bianca             | 1,31           | 0                                           | 0            |                         |                         |             |
| 7                                    | Irland         | Irland                                      | 10,36        | 20                      | 4                       | 34,36       |
|                                      |                | Cian O’Connor mit Final                     | (6,26)       | (16)                    | 0                       |             |
| Shane Sweetnam mit Alejandro         | 3,83           | 12                                          | 4            |                         |                         |             |
| Peter Moloney mit Chianti's Champion | 4,75           | 4                                           | 0            |                         |                         |             |
| Darragh Kenny mit Balou du Reventon  | 1,78           | 4                                           | (4)          |                         |                         |             |
| 8                                    | Niederlande    | Niederlande                                 | 13,90        | 20                      | 5                       | 38,90       |
|                                      |                | Frank Schuttert mit Lyonel D                | 5,31         | 4                       | 4                       |             |
| Doron Kuipers mit Charley            | 5,39           | (13)                                        | (5)          |                         |                         |             |
| Marc Houtzager mit Calimero          | 3,20           | 4                                           | 1            |                         |                         |             |
| Maikel van der Vleuten mit Dana Blue | (5,65)         | 12                                          | 0            |                         |                         |             |
| 9                                    | Italien        | Italien                                     | 16,74        | 10                      | 13                      | 39,74       |
| 10                                   | Dänemark       | Dänemark                                    | 16,65        | 19                      | 15                      | 50,65       |
| 11                                   | Portugal       | Portugal                                    | 22,56        | 21                      |                         | 43,56       |
| 12                                   | Spanien        | Spanien                                     | 28,86        | 16                      |                         | 44,86       |
| 13                                   | Norwegen       | Norwegen                                    | 22,70        | 26                      |                         | 48,70       |
| 14                                   | Israel         | Israel                                      | 10,63        | 44                      |                         | 54,63       |
| 15                                   | Österreich     | Österreich                                  | 25,53        | ausgeschieden           |                         | —           |
|                                      |                | Matthias Raisch mit Coleur Blue             | (40,03)      | ausgeschieden           |                         |             |
| Roland Englbrecht mit Corwinni       | 15,11          | (aufgegeben)                                |              |                         |                         |             |
| Stefan Eder mit Dr Scarpo            | 10,02          | aufgegeben                                  |              |                         |                         |             |
| Max Kühner mit Chardonnay            | 0,40           | 4                                           |              |                         |                         |             |

#### Einzelwertung
Auch im zweiten Umlauf des Nationenpreisspringens unterlief dem Europameisterpaar von 2017, Peder Fredricson und All In ein Fehler, so dass Fredricson nun mit acht Strafpunkten auf Rang zehn lag. Ben Maher und sein 10-jähriger Wallach Explosion W, dominierendes Paar der Global Champions Tour 2018 und dort auch in der Saison 2019 erfolgreich, konnte sich nach diesem dritten Umlauf leicht absetzen und hatte nun 1,06 Strafpunkte Vorsprung auf den Zweitplatzierten. Verantwortlich hierfür war der ein Springfehler von Steve Guerdat.
Der im Jahr 2018 bislang sehr dosiert eingesetzte Fuchswallach Igor lag mit seinem Reiter Jos Verlooy nach drei Runden auf Rang zwei. Bereits einen Abstand von fast zwei Strafpunkten hatte der Dritte, der nun beste Schweizer Martin Fuchs. Alle vier deutschen Reiter waren noch unter den besten 15 platziert: Daniel Deußer auf Rang sieben, Simone Blum auf Rang acht, Christian Ahlmann und Rang 14 sowie Marcus Ehning auf Rang 15. Trotz acht Strafpunkten im zweiten Umlauf des Nationenpreisspringens, die ihn weit zurückwarfen, qualifizierte sich Max Kühner mit Chardonnay knapp für das Einzelfinale der besten 25 Teilnehmerpaare.
Vor dem Einzelfinale zogen mehrere Starter ihren Start zurück: Dies betraf die Iren Peter Moloney und Darragh Kenny, da Irland die Olympiaqualifikation verpasst hatte und die Reiter nun ihre Pferde für die letzte Qualifikationsmöglichkeit, das Nations-Cup-Finale Anfang Oktober 2019 schonten. Auch Pieter Devos, Malin Baryard-Johnsson, Max Kühner und Jérôme Guery sahen keine Chancen auf eine vordere Platzierung. Christian Ahlmann, der mit 9,19 Strafpunkten noch gut platziert gewesen war, wollte seinem erst 10-jährigen Hengst Clintrexo Z keine zwei weiteren schweren Runden zumuten und zog seinen Start zurück. Damit rückten unter anderem die beiden auf Platz 36 und 29 gelegenen Dänen Soren Moeller Rohde und Kim Kristensen in das Starterfeld nach, ebenso wie Kevin Staut.
Zum dritten Mal bei dieser Europameisterschaft kam der offene Wassergraben zum Einsatz. Auf ein überbautes Wasserhindernis folgend machte er wenig Probleme. Als deutlich schwieriger erwies sich die Schlusslinie, bestehend aus einem mit Büschen unterbautem Oxer sowie einer zweifachen Kombination aus Steilsprung und Oxer. Kevin Staut und Antonio Matos Almeida beendeten den Springkurs, dessen Zeit eng bemessen war, mit nur einem Zeitfehler. Erst der zwölften Starterin Pénélope Leprevost gelang es als erster Reiterin, in der erlaubten Zeit zu bleiben, jedoch mit einem Hindernisfehler. Marcus Ehning, der direkt nach ihr antrat, gelang sogar eine komplett fehlerfreie Runde. Auch der fünf Ritte nach Ehnung startende Simone Blum blieb mit Alice fehlerfrei.
Dem dritten deutschen Reiter, Daniel Deußer, hingegen fehlte das Glück, in der abschließenden zweifachen Kombination riss sein Hengst Tobago Z an beiden Sprüngen Stangen. Deußer bildete den Auftakt zu einer ganzen Reihe von Reitern, die den Parcours mit acht Strafpunkten beendeten. Dies betraf Alexis Deroubaix, Steve Guerdat und Grégory Wathelet. Während Martin Fuchs fehlerfrei blieb, verlor Jos Verlooy aufgrund eines Hindernisfehlers einen Platz in der Rangierung. Ben Maher hielt mit Explosion W mit ihrer vierten fehlerfreien Runde bei diesen Europameisterschaften seine Führungsposition.
Vor dem finalen Umlauf der besten 12 Teilnehmer zog Steve Guerdat den Start seiner Stute Bianca zurück. Auch in diesem letzten Parcours der Europameisterschaften war die Zeit bewusst knapp gewählt, von den Hindernissen erwies sich die dreifache Kombination mit hellblau-weißen Stangen und einem überbauten Wasser in der Mitte als Problemstelle des Parcours. Holly Smith und Grégory Wathelet blieben als erste beide Starter ohne Hindernisfehler. Gleiches galt für den letzten verbliebenen niederländischen Reiter, Marc Houtzager. Während seines Ritts stürmte eine Tierschutz-Aktivistin in den Parcours, versperrte aber glücklicherweise nicht direkt Houtzagers Reitbahn. Houtzager blieb mit seinem Wallach Calimero ohne Springfehler, sein Zeitfehler wurde von der Jury gestrichen.
Marcus Ehning und sein westfälischer Hengst Comme il faut unterlief ein weiteres Mal kein Fehler. Profitierend von den Fehlern von Peder Fredricson und Henrik von Eckermann rückte Ehning in die Top fünf vor. Simone Blum musste den zweiten Springfehler bei den Europameisterschaften hinnehmen, der sie auf dem vierten Platz verbleiben ließ. Jos Verlooy und sein Fuchswallach Igor leisteten sich nur einen Zeitfehler, mit dem Verlooy eine Medaille sicher war. Das gleiche Ergebnis glückte auch Martin Fuchs mit seinem Schimmel Clooney. Somit hatte Ben Maher als letzter Starter einen Vorsprung von über drei Strafpunkten. Sein Ritt wirkte über weite Teile souverän. Doch am vorletzten Hindernis fiel eine Stange. Damit stand fest, dass Martin Fuchs die Einzel-Goldmedaille gewonnen hatte.
| Rang | Reiter                | Pferd                | umgerechnete Punkte | Strafpunkte    | Strafpunkte    | Strafpunkte    | Strafpunkte    | Gesamt- ergebnis |
| Rang | Reiter                | Pferd                | umgerechnete Punkte | 2. Teilprüfung | 2. Teilprüfung | 3. Teilprüfung | 3. Teilprüfung | Gesamt- ergebnis |
| Rang | Reiter                | Pferd                | 1. Teilprüfung      | 1. Umlauf      | 2. Umlauf      | 1. Umlauf      | 2. Umlauf      | Gesamt- ergebnis |
| ---- | --------------------- | -------------------- | ------------------- | -------------- | -------------- | -------------- | -------------- | ---------------- |
| 1    | Martin Fuchs          | Clooney              | 3,46                | 0              | 0              | 0              | 1              | 4,46             |
| 2    | Ben Maher             | Explosion W          | 0,62                | 0              | 0              | 0              | 4              | 4,62             |
| 3    | Jos Verlooy           | Igor                 | 1,68                | 0              | 0              | 4              | 1              | 6,68             |
| 4    | Simone Blum           | DSP Alice            | 2,21                | 0              | 4              | 0              | 4              | 10,21            |
| 5    | Marcus Ehning         | Comme il faut        | 1,56                | 8              | 0              | 0              | 1              | 10,56            |
| 6    | Henrik von Eckermann  | Mary Lou             | 3,56                | 4              | 0              | 0              | 4              | 11,56            |
| 7    | Peder Fredricson      | All In               | 0,00                | 4              | 4              | 0              | 4              | 12,00            |
| 8    | Marc Houtzager        | Calimero             | 3,20                | 4              | 1              | 4              | 0              | 12,20            |
| 9    | Grégory Wathelet      | Nevados S            | 4,63                | 0              | 0              | 8              | 0              | 12,63            |
| 10   | Holly Smith           | Hearts Destiny       | 4,68                | 0              | 4              | 4              | 1              | 13,68            |
| 11   | António Matos Almeida | Volver de la Vigne   | 11,00               | 0              | 0              | 1              | 9              | 21,00            |
| 12   | Steve Guerdat         | Bianca               | 1,31                | 0              | 4              | 8              | N.GES.         | 13,31            |
| 13   | Alexis Deroubaix      | Timon d'Aure         | 1,40                | 0              | 4              | 8              |                | 13,40            |
| 14   | Daniel Deußer         | Tobago Z             | 1,47                | 0              | 4              | 8              |                | 13,47            |
| 15   | Pénélope Leprevost    | Vancouver de Lanlore | 1,63                | 8              | 0              | 4              |                | 13,63            |
|      | …                     |                      |                     |                |                |                |                |                  |
| 27   | Christian Ahlmann     | Clintrexo Z          | 1,19                | 8              | 0              |                |                | 9,19             |
|      | …                     |                      |                     |                |                |                |                |                  |
| 31   | Max Kühner            | Chardonnay           | 0,40                | 4              | 8              |                |                | 12,40            |
|      | …                     |                      |                     |                |                |                |                |                  |
| 52   | Niklaus Rutschi       | Cardano CH           | 5,06                | 17             |                |                |                | 22,06            |
| 53   | Victor Bettendorf     | Sorbier Blanc        | 5,17                | 17             |                |                |                | 22,17            |
|      | …                     |                      |                     |                |                |                |                |                  |
| 58   | Paul Estermann        | Lord Pepsi           | 8,36                | 20             |                |                |                | 28,36            |
|      | …                     |                      |                     |                |                |                |                |                  |
| 63   | Matthias Raisch       | Coleur Blue          | 40,03               | AUSG           |                |                |                | —                |
|      | …                     |                      |                     |                |                |                |                |                  |
| 66   | Stefan Eder           | Dr Scarpo            | 10,02               | AUFG           |                |                |                | —                |
| 66   | Roland Englbrecht     | Corwinni             | 15,11               | AUFG           |                |                |                | —                |